# ヤマザキ動物看護大学
ヤマザキ動物看護大学（ヤマザキどうぶつかんごだいがく、英語: Yamazaki University of Animal Nursing）は、東京都八王子市南大沢四丁目7番2号に本部を置く日本の私立大学。1967年創立、2009年大学設置。
既存のヤマザキ動物看護短期大学が発展改組する形で開学した。動物の看護について学ぶ、日本で最初の4年制大学である。

## 沿革
- 1966年（昭和41年） - 渋谷駅前ビルにてイヌの衣食住を紹介する「犬のリビング展」を開催
- 1967年（昭和42年） - 世界初のイヌのスペシャリスト養成機関「シブヤ・スクール・オブ・ドッグ・グルーミング」を創立
- 1977年（昭和52年） - 校名を「ヤマザキカレッジ」と改める
- 1983年（昭和58年） - ヤマザキカレッジ2年制教育の上に、日本動物看護学院専攻科（1年制）を新設
- 1984年（昭和59年） - ヤマザキカレッジ日本動物看護学院を全日制3年コースに改組
- 1994年（平成6年） - 学校法人ヤマザキ学園専修学校日本動物学院認可
- 2004年（平成16年） - 東京都八王子市南大沢にヤマザキ動物看護短期大学（3年制）開学。動物看護学科を設置
- 2007年（平成19年） - ヤマザキ動物看護短期大学に専攻科を設置
- 2009年（平成21年） - ヤマザキ学園大学設置認可
- 2010年（平成22年） - ヤマザキ学園大学開学、動物看護学部動物看護学科を設置。3年次より主たる専門科目を「動物看護コース」「動物応用コース」「動物介在福祉コース」の3コースから選択。[1]1年次は渋谷キャンパス（東京都渋谷区松濤）、2年次以降は南大沢キャンパス。[1]
- 2016年（平成28年） - 動物看護学部の動物看護学科を動物看護学専攻と動物人間関係学専攻に専攻分離。渋谷と南大沢に分かれていた就学キャンパスを、南大沢に集約。
- 2018年（平成30年） - ヤマザキ動物看護大学へ校名変更[2]。
- 2021年（令和3年） - 動物看護学科の動物看護学専攻と動物人間関係学専攻を動物看護学科と動物人間関係学科に改組。

## 組織

### 学部
- 動物看護学部
  - 動物看護学科
  - 動物人間関係学科

### 大学院
- 動物看護学研究科
  - 動物看護学専攻（修士課程）

## キャンパス
- 南大沢キャンパス - 東京都八王子市南大沢四丁目7番2号